# Kenji Urada
Kenji Urada (1944-1981) fue un obrero industrial japonés. Es conocido debido a que,a los 37 años, cuando trabajaba en tareas de mantenimiento en una planta de Kawasaki, junto con un robot que al tratar de apagarlo, no totalmente desconectado, el robot siguió trabajando y por casualidad empujó al ingeniero a una rectificadora, lo que provocó su muerte.
Suele ser considerado como la primera víctima registrada en morir a causa de un robot, sin embargo, dos años antes, en 1979, había muerto Robert Williams en otro accidente relacionado con un robot.